# Ben Kenney
Ben Kenney, (nascido em 12 de Março de 1977) é um músico dos Estados Unidos, e baixista da banda Incubus.

## História
Ben Kenney tocou guitarra para um grupo de hip-hop chamado The Roots antes dele entrar no Incubus em 2003 depois da partida do baixista e integrante fundador Alex Katunich apelidado Dirk Lance. Ele previamente tocou com os membros do Incubus Mike Einziger e Jose Pasillas no Time Lapse Consortium.
A introdução de Kenney dentro da banda marcou significativamente o som da banda. Seus grooves e hip hop influenciaram no som preciamente feito por Dirk Lance. Depois dessa troca de estilos, eles adicionaram vocais de fundo em suas músicas (Mike Einziger usou isso para ele), adicionado harmonias extras para cada música, exemplo dela pode ser ouvidas em Agoraphobia, Pendulous Threads e Diamonds and Coal.
Ele ainda tocou em sua própria banda, The Division Group, (anteriormente conhecida como Supergrub) com Neal Evans do Soulive e Ashley Mendel.
Ben é conhecido por tocar 6 diferentes instrumentos e algumas vezes tocar solos de bateria com o baterista do Incubus Jose Pasillas no palco.
Ele ainda entrou em trabalho em estúdio com artistas como: Justin Timberlake, Faith Evans, Erykah Badu, Blackalicious, e os produtores Timbaland e DJ Jazzy Jeff.
Ben fez três álbuns solo, 26 lançado em 2004, Maduro lançado em 1 de Março de 2006 e Distance And Comfort lançado em 2008. Ben toca guitarra, baixo, e bateria enquanto canta e escreve toda parte da sua gravação solo.
O Sítio oficial de Ben, benkenney.com, permite você a fazer download de duas faixas de seu trabalho solo; Hoopdie de 26 e Wrong de Maduro. No fim de 2007, Ben adicionou um link para o vídeo dele tocando uma parte de Eulogy, uma faixa de Distance And Comfort. Nesse vídeo ele ainda fala sobre a turnê que ele estava fazendo com Chris Kilmore no início de 2008.
Seu equipamento inclui baixos da marca Lakland, 6 cordas com efeitos..  e amplificadores Mesa Boogie.
26 e Maduroforam juntos lançado por Ben na sua propria gravadora, Ghetto Crush Industries. Ghetto Crush foi ainda lançadora de músicas para o The Division Group, Aleda, e Root Valdez. Ben tem ainda recentemente ajudado o The Smyrk produzir seu último EP, New Fiction.

## Discografia

### Álbuns
- 26 (2004)
- Maduro (2006)
- Distance And Comfort (2008)
- Burn The Tapes (2010)